# Dimetacrine
Dimetacrine (tên thương hiệu Istonil, Istonyl, Linostil, Miroistonil), còn được gọi là dimethacrine và acripramine, là thuốc chống trầm cảm ba vòng (TCA) được sử dụng ở châu Âu và trước đây ở Nhật Bản để điều trị trầm cảm. Nó có tác dụng giống imipramine; mặc dù, trong một thử nghiệm lâm sàng mù đôi chống imipramine, dimetacrine đã được tìm thấy có hiệu quả thấp hơn so với và giảm cân nhiều hơn và xét nghiệm gan bất thường. ta biết rất ít về dược lý của dimetacrine, nhưng có thể suy ra rằng nó hoạt động theo cách tương tự như các TCA khác. Nếu đây thực sự là trường hợp, dimetacrine có thể gây độc tính tim nghiêm trọng khi dùng quá liều (một tác dụng phụ duy nhất đối với nhóm thuốc chống trầm cảm ba vòng).